# 5BX
5BX (Abk. für Five Basic Exercises, engl. für fünf grundlegende Übungen) ist ein Fitnessprogramm, das Ende der fünfziger Jahre von Bill Orban für die Royal Canadian Air Force entwickelt wurde.
Der 5BX-Plan besteht aus fünf Übungen (u. a. Rumpfbeugen, Beinheben, Liegestützen, Laufen auf der Stelle). Die Anzahl Wiederholungen sowie der Schwierigkeitsgrad nehmen mit der Zeit zu. Es gilt, sich sechs Einzelpläne mit je 12 Stufen hochzuarbeiten. Für die Übungen werden elf Minuten pro Tag benötigt.
Der 5BX-Plan war ursprünglich nur für männliche Mitglieder der Luftwaffe vorgesehen, für weibliches Personal existierte der ähnliche XBX-Plan.
Trotz seines erheblichen Alters genießt 5BX noch einige Popularität, da es dieser Plan ermöglicht, Beweglichkeit, Muskelkraft und Ausdauer mit einem minimalen Zeitaufwand zu trainieren. 